# Manheulles
Manheulles est une commune française située dans le département de la Meuse, en région Grand Est.

## Géographie

### Hydrographie

#### Réseau hydrographique
La commune est dans le bassin versant du Rhin au sein du bassin Rhin-Meuse. Elle est drainée par le ru de Butel, le ru Braquemis, le ruisseau d'Haudiomont, le ruisseau de Riaville et le ruisseau de la Fontaine A Moulin,.
Le ru de Butel, d'une longueur de 13 km, prend sa source dans la commune  et se jette  dans l'Orne à Saint-Jean-lès-Buzy, après avoir traversé huit communes. 
Le ru Braquemis, d'une longueur de 12 km, prend sa source dans la commune de Ronvaux et se jette  dans l'Orne à Buzy-Darmont, après avoir traversé huit communes. 

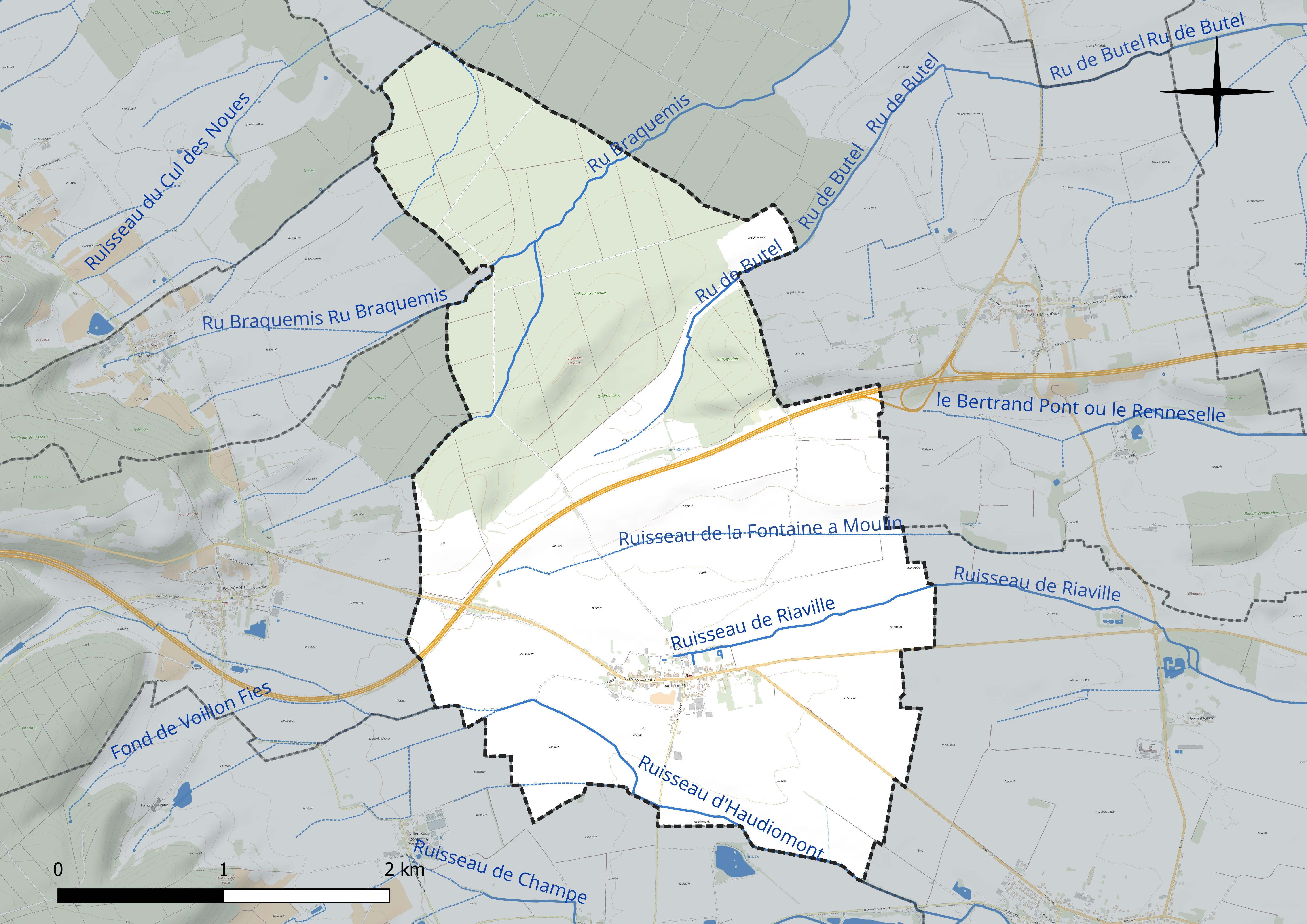
Réseau hydrographique de Manheulles.

#### Gestion et qualité des eaux
Le territoire communal est couvert par le schéma d'aménagement et de gestion des eaux (SAGE) « Bassin ferrifère ». Ce document de planification concerne le périmètre des anciennes galeries des mines de fer, des aquifères et des bassins versants hydrographiques associés qui s’étend sur 2 418 km2. Les bassins versants concernés sont celui de la Chiers en amont de la confluence avec l'Othain, et ses affluents (la Crusnes, la Pienne, l'Othain), celui de l'Orne et ses affluents et celui de la Fensch, le Veymerange, la Kiesel et les parties françaises du bassin versant de l'Alzette et de ses affluents (Kaylbach, ruisseau de Volmerange). Il a été approuvé le 27 mars 2015. La structure porteuse de l'élaboration et de la mise en œuvre est la région Grand Est. 
La qualité des cours d’eau peut être consultée sur un site dédié géré par les agences de l’eau et l’Agence française pour la biodiversité. 

### Climat
Pour des articles plus généraux, voir Climat du Grand Est et Climat de la Meuse.
En 2010, le climat de la commune est de type climat de montagne, selon une étude du Centre national de la recherche scientifique s'appuyant sur une série de données couvrant la période 1971-2000. En 2020, Météo-France publie une typologie des climats de la France métropolitaine dans laquelle la commune est exposée à un climat océanique altéré et est dans la région climatique  Lorraine, plateau de Langres, Morvan, caractérisée par un hiver rude (1,5 °C), des vents modérés et des brouillards fréquents en automne et hiver. 
Pour la période 1971-2000, la température annuelle moyenne est de 9,5 °C, avec une amplitude thermique annuelle de 16,4 °C. Le cumul annuel moyen de précipitations est de 923 mm, avec 13,3 jours de précipitations en janvier et 9,3 jours en juillet. Pour la période 1991-2020, la température moyenne annuelle observée sur la station météorologique de Météo-France la plus proche, « Bonzée_sapc », sur la commune de Bonzée à 2 km à vol d'oiseau, est de 10,6 °C et le cumul annuel moyen de précipitations est de 783,7 mm. 
La température maximale relevée sur cette station est de 40,6 °C, atteinte le 24 juillet 2019 ; la température minimale est de −17,3 °C, atteinte le 7 février 2012,,. 
Les paramètres climatiques de la commune ont été estimés pour le milieu du siècle (2041-2070) selon différents scénarios d'émission de gaz à effet de serre à partir des nouvelles projections climatiques de référence DRIAS-2020. Ils sont consultables sur un site dédié publié par Météo-France en novembre 2022.

## Urbanisme

### Typologie
Au 1er janvier 2024, Manheulles est catégorisée commune rurale à habitat dispersé, selon la nouvelle grille communale de densité à sept niveaux définie par l'Insee en 2022.
Elle est située hors unité urbaine. Par ailleurs la commune fait partie de l'aire d'attraction de Verdun, dont elle est une commune de la couronne,. Cette aire, qui regroupe 103 communes, est catégorisée dans les aires de moins de 50 000 habitants,.

### Occupation des sols
L'occupation des sols de la commune, telle qu'elle ressort de la base de données européenne d’occupation biophysique des sols Corine Land Cover (CLC), est marquée par l'importance des territoires agricoles (61,2 % en 2018), une proportion sensiblement équivalente à celle de 1990 (61,4 %). La répartition détaillée en 2018 est la suivante : 
terres arables (50,5 %), forêts (35,9 %), prairies (10,7 %), zones urbanisées (2,9 %), milieux à végétation arbustive et/ou herbacée (0,1 %). L'évolution de l’occupation des sols de la commune et de ses infrastructures peut être observée sur les différentes représentations cartographiques du territoire : la carte de Cassini (XVIIIe siècle), la carte d'état-major (1820-1866) et les cartes ou photos aériennes de l'IGN pour la période actuelle (1950 à aujourd'hui).

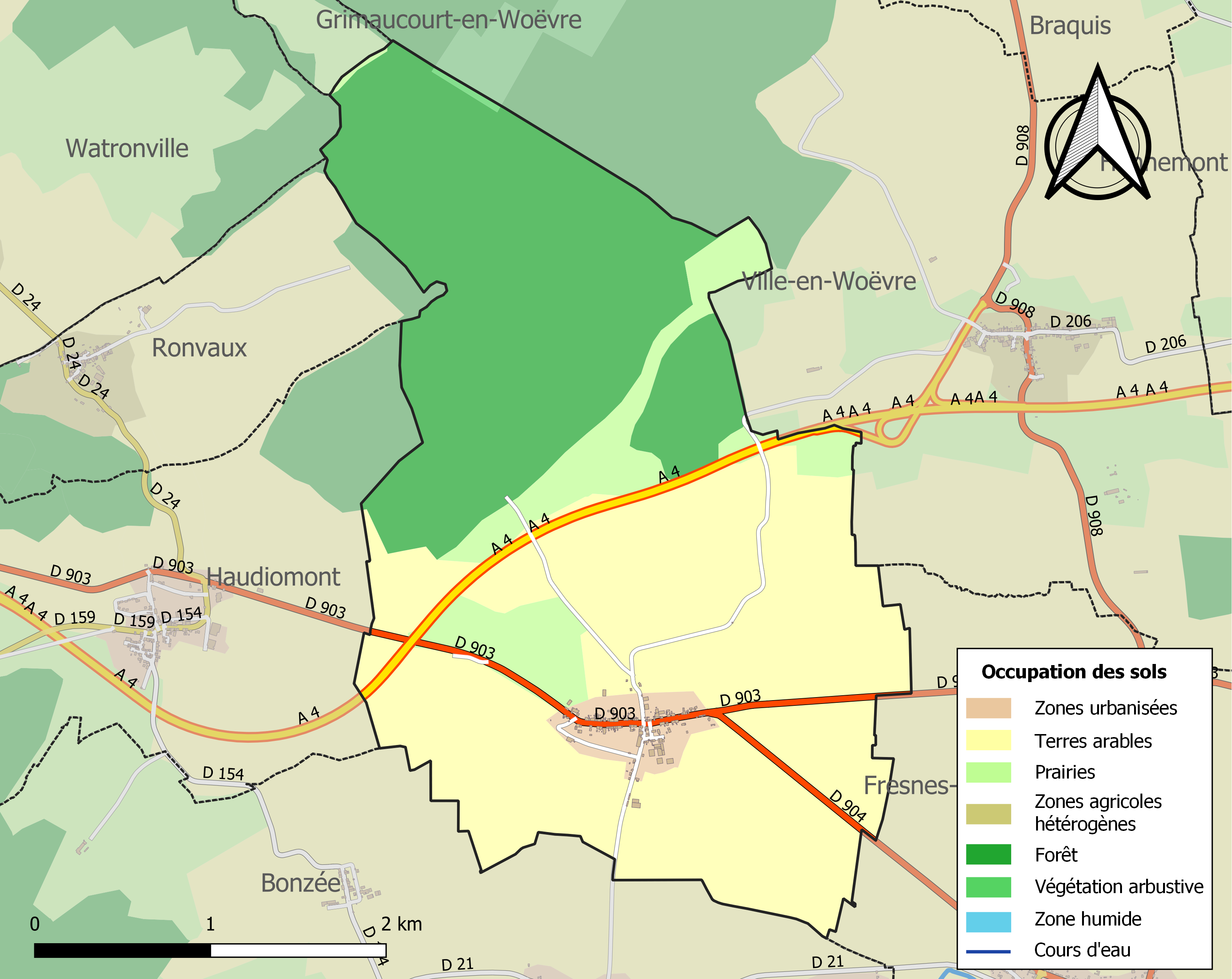
Carte des infrastructures et de l'occupation des sols de la commune en 2018 (CLC).

## Toponymie
Le nom de la localité est attesté sous les formes « Ecclesia in Mainhodio inter Bouzeum et Mattæi-villam » (973) ; « Ecclesia in Mainhodoro inter Botzeium et Mattæi-villam » (973) ; Manhodorum (984) ; Manhoderum (1047) ; Manhuere (1247) ; Manhuerre (1249) ; Mahodorum (1311) ; Manhur (1312) ; Manheurt (1320) ; Manheure (1332) ; Chrétienté de Manheur (1333) ; « La moitié de la vouerie de Manhure » (1457) ; Mainhael (1642) ; Manheulle (1656) ; Manheule (1700) ; Menhodorum (1736) ; Manehullium (1738).

Ce toponyme dériverait d’un nom composé, avec le latin Magnus « Grand » et en seconde position duro, en latin durum, qui signifie « oppidum, forteresse, porte ». Duro est précédé d’un -ó- de liaison accentué qui a plus ou moins abouti à des terminaisons en -erre ou –eurre dans le Nord et -oire dans le Midi de la France, avec attraction tardive des finales en -eule.

## Politique et administration

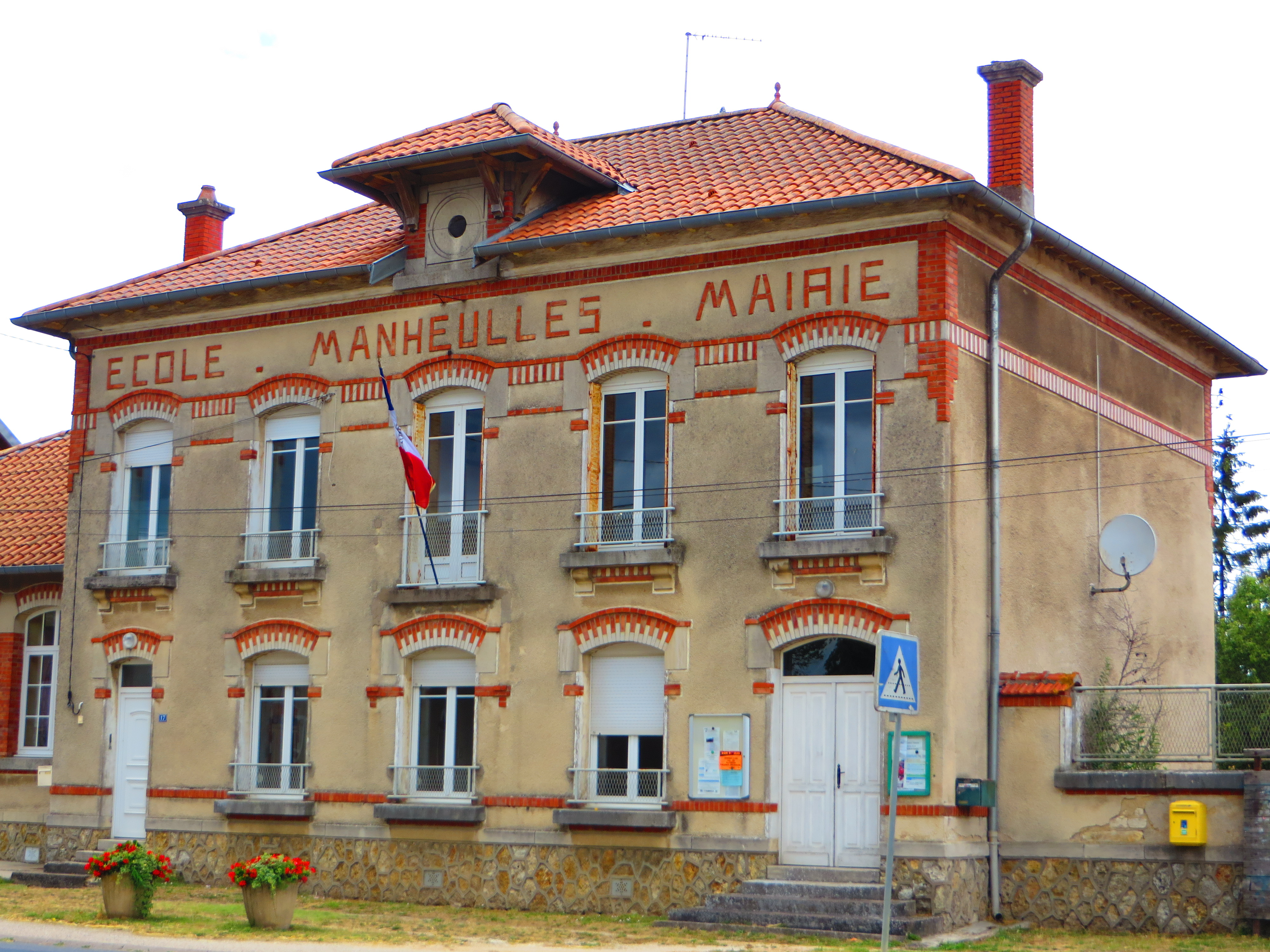
La mairie.

| Période                                  | Période                   | Identité                                        | Étiquette | Qualité        |
| ---------------------------------------- | ------------------------- | ----------------------------------------------- | --------- | -------------- |
| Les données manquantes sont à compléter. |                           |                                                 |           |                |
| mars 2001                                | En cours (au 26 mai 2020) | Michel Doladille Réélu pour le mandat 2020-2026 |           | Ancien artisan |

## Population et société

### Démographie
L'évolution du nombre d'habitants est connue à travers les recensements de la population effectués dans la commune depuis 1793. Pour les communes de moins de 10 000 habitants, une enquête de recensement portant sur toute la population est réalisée tous les cinq ans, les populations de référence des années intermédiaires étant quant à elles estimées par interpolation ou extrapolation. Pour la commune, le premier recensement exhaustif entrant dans le cadre du nouveau dispositif a été réalisé en 2007.

En 2022, la commune comptait 152 habitants, en évolution de +9,35 % par rapport à 2016 (Meuse : −4,4 %, France hors Mayotte : +2,11 %).
| 1793 | 1800 | 1806 | 1821 | 1831 | 1836 | 1841 | 1846 | 1851 |
| ---- | ---- | ---- | ---- | ---- | ---- | ---- | ---- | ---- |
| 518  | 481  | 611  | 630  | 750  | 703  | 662  | 622  | 620  |

| 1856 | 1861 | 1866 | 1872 | 1876 | 1881 | 1886 | 1891 | 1896 |
| ---- | ---- | ---- | ---- | ---- | ---- | ---- | ---- | ---- |
| 567  | 570  | 552  | 503  | 486  | 450  | 454  | 423  | 399  |

| 1901 | 1906 | 1911 | 1921 | 1926 | 1931 | 1936 | 1946 | 1954 |
| ---- | ---- | ---- | ---- | ---- | ---- | ---- | ---- | ---- |
| 345  | 338  | 311  | 134  | 202  | 184  | 175  | 191  | 200  |

| 1962 | 1968 | 1975 | 1982 | 1990 | 1999 | 2006 | 2007 | 2012 |
| ---- | ---- | ---- | ---- | ---- | ---- | ---- | ---- | ---- |
| 174  | 132  | 151  | 144  | 159  | 146  | 154  | 155  | 148  |

| 2017 | 2022 | - | - | - | - | - | - | - |
| ---- | ---- | - | - | - | - | - | - | - |
| 137  | 152  | - | - | - | - | - | - | - |

## Culture locale et patrimoine

### Lieux et monuments
- L'église de l'Assomption de la Vierge, XIIe siècle, reconstruite en 1750, rebâtie en 1929.

### Personnalités liées à la commune
- Jean-Auguste Margueritte (1823-1870). Une statue, érigée à sa mémoire en 1884, s'élève aujourd'hui encore sur la place de Fresnes-en-Woëvre. Décapitée en 1914, elle a été remodelée quelques années plus tard. Il a donné son nom à la rue principale de ce village.
- Auguste Desgodins (1826-1913), missionnaire aux Marches tibétaines (Yunnan, Sikkim, Bhoutan), correspondant de la Société de géographie de Paris, chevalier des Palmes académiques.

### Héraldique, logotype et devise
| Blason de Manheulles | Blason  | Coupé bastillé : au 1) d'azur à une fleur de lys de jardin d'argent à dextre et à un crosseron du même à senestre ; au 2) d'or à un loup passant de sable, langué de gueules accompagné en chef de deux étoiles du même. |
| Blason de Manheulles | Détails | La partition bastillée évoque la maison forte qui servait de refuge aux habitants. Elle fut détruite en 1366 et rebâtie ; ces éléments de fortification font également allusion au Toponyme MANHEULLES (Manhodorum en 984) dérivé, selon Benoit et Michel, du nom d'homme gaulois Maginos et du suffixe durum : lieu fortifié. L'azur, l'argent et le lys sont des symboles de Marie, la mère de Jésus ici, ils soulignent la vocation de l'église des XIIe et XIIIe siècles à l'Assomption de la vierge Marie. Cette église détruite en 1914/18 a été rebâtie en 1931. Consacrée au même vocable, sa voûte, peinte par Donzelli, en 1934 représente le couronnement de la Vierge. Le crosseron d'argent est celui de la crosse du supérieur de l'abbaye Saint Paul de Verdun, seigneur de Manheulles jusqu'en 1790 (Saint Paul évêque de Verdun 630 – 648). Le crosseron rappelle également que la haute seigneurie appartenait à l'évêque de Verdun, prévôté de Fresne en Woëvre. Les deux étoiles sont celles du général de division Margueritte né à Manheulles le 23 janvier 1823. Il a été blessé mortellement sur le champ de bataille de Sedan, le 1er septembre 1870. Le lotus en ornement extérieur est la fleur nationale de l'inde, ici les deux fleurs de lotus illustrent les expéditions d'Augustin Desgodins, né en 1826 à Manheulles (+1913), missionnaire, chargé d’ouvrir une voie pour se rendre au Tibet par les Indes ; il a laissé d’importants travaux sur son exploration de l’Himalaya dont l’une des cimes porte son nom. Le loup évoque un dicton traditionnel de Manheulles : " A MEHÛLE, LE LAW Y HÛLE " (à Manheulles, le loup y hurle). L'or du champ est la teinte que prennent, à un moment donné, la plupart des cultures de Manheules, céréalières en particulier. Création Robert André LOUIS et Dominique LACORDE, adoptée le 27 septembre 2021, Monsieur Michel DOLADILLE, étant maire. |

Manheulles a donné son nom à une ancienne maison de nom et d'armes, citée dans des titres du XIIIe siècle, qui portait : écartelé ; au premier et au quatrième gironné d’or et d'azur de douze pièces, et sur le tout un écusson parti d'argent et de gueules ; au deuxième et troisième palé d’azur et d'argent, et sur le tout de gueules à deux roses d'argent en chef surmonté d’un lambel de même et au croissant aussi d'argent en pointe au chef d’or.